# Goltregoda de Cerdanya
Goltregoda de Cerdanya (920 - 963) va ser comtessa de Pallars.

## Biografia
El nom de Goltregoda apareix per primera vegada en la documentació l'any 925, quan el seu pare, Miró II el Jove, comte de Cerdanya i Besalú, la cita en el seu testament. El comte demanava als seus almoiners que lliuressin a la seva filla, nascuda del seu matrimoni amb Ava, el seu alou de Vilanova, situat al comtat de Cerdanya. Es casà amb Llop I de Pallars, amb qui tingué almenys cinc fills: Sunifred, Riquilda, Ramon, Borrell i Sunyer, els tres darrers dels quals foren comtes de Pallars. Goltregoda tingué un paper cabdal dins la casa comtal de Pallars, ja que fou sota el seu ascendent que canvià l'orientació política del comtat, que es decantà definitivament vers els comtats catalans orientals. Un altre element significatiu de la seva influència va ser la introducció dins de la família comtal pallaresa dels noms propis tan característics entre els bel·lònides, noms que ella transmeté als seus fills. No hem d'oblidar que ella era neta de Guifré el Pelós, per via paterna.
A la mort del seu marit, succeïda vers el 948, Goltregoda governà el comtat durant la minoritat dels seus fills. Així, doncs, Goltregoda assumí plenament les atribucions comtals durant la seva viduïtat, en tant que usufructuària del marit difunt i mare dels menors. No sabem gaire cosa del seu govern, però suposem que actuaria de la mateixa manera que ho havia fet la seva mare, Ava de Cerdanya, com també ho faria la seva cunyada Ermengarda, muller d'Oliba Cabreta, i tantes comtesses de la seva època que es feren càrrec de llurs respectius comtats, en espera de l'emancipació dels fills.
El darrer document que tenim d'ella és una donació a favor de la catedral de Vic del 18 de març de 953 pel qual dotava el canonge Ausemund, que d'acord amb algunes interpretacions sembla que podria tractar-se també d'un fill seu. A partir de llavors, Goltregoda és silenciada en la documentació, de manera que no tenim forma de saber la data concreta de la seva mort, que podríem situar entre el 953 i el 963, moment en què els seus fills ja actuaven sols, sense mencionar-la.

## Núpcies i descendents
Es casà amb Llop I de Pallars, comte de Pallars, fill Ramon II de Pallars-Ribagorça i de Guinigenta de Conflent. Del matrimoni tingueren cinc fills:
- l'infant Ramon III de Pallars (?-995), comte de Pallars
- l'infant Borrell I de Pallars (?-995), comte de Pallars
- l'infant Sunyer I de Pallars (?-1011), comte de Pallars
- l'infant Sunifred de Pallars
- la infanta Riquilda de Pallars